# Мамедов Новруз Ісмаїл-огли
Новруз Ісмаїл-огли Мамедов (15 березня 1947 , Şıxmahmudd, Нахічеванська Автономна Радянська Соціалістична Республіка ) — азербайджанський політичний і державний діяч, прем'єр-міністр Азербайджану (21 квітня 2018 року — 8 жовтня 2019).

## Біографія
Новруз Ісмаїл-огли Мамедов народився 15 березня 1947 року в селі Шихмахмуд Нахічеванського району Нахічеванської АРСР.
Закінчивши школу 1964 року, він вступив на відділення французької мови факультету «Європейські мови» Азербайджанського педагогічного інституту мов.
У 1967—1968 роках працював в Алжирі, в 1971—1973 роках — у Гвінеї, в 1978—1981 роках знову в Алжирі працював перекладачем і старшим перекладачем.
Захистив 1991 року дисертацію, здобувши вчений ступінь кандидата філологічних наук.
У 1992—1993 роках Новруз Мамедов працював деканом підготовчого факультету Азербайджанського педагогічного інституту іноземних мов, в 1993—1997 роках — деканом факультету французької мови.
12 квітня 1997 призначений на посаду завідувача відділом зовнішніх зв'язків Адміністрації Президента Азербайджану.
У січні 2002 року указом Президента Азербайджану йому було присвоєно ранг надзвичайного і повноважного посла.
З вересня 2005 року — член Національної комісії Азербайджану по ЮНЕСКО.
З 1 червня 2017 року — помічник з питань зовнішньої політики Президента Азербайджану — завідувач відділом.
21 квітня 2018 року Міллі Меджліс Азербайджану затвердив кандидатуру Новруза Мамедова на посаді прем'єр-міністра Азербайджану.
21 квітня 2018 року розпорядженням Президента Азербайджанської Республіки Новруз Мамедов призначений прем'єр-міністром. Обіймав посаду до 8 жовтня 2019 року.

## Нагороди
1998 року за заслуги в зміцненні азербайджансько-французьких дружніх зв'язків Президент Франції Жак Ширак удостоїв Мамедова Ордена Почесного легіону.
2007 року розпорядженням Президента Азербайджану Ільхама Алієва Новруз Мамедов був нагороджений орденом «Шохрат».
2009 року за заслуги в розвитку азербайджансько-польських відносин Президент Польщі Лех Качинський удостоїв його ордена «За заслуги перед Польщею».
13 березня 2017 року розпорядженням Президента Азербайджану Ільхама Алієва нагороджений орденом «Шараф».